# (3050) Carrera
(3050) Carrera (1972 NW) – planetoida z pasa głównego asteroid okrążająca Słońce w ciągu 3,32 lat w średniej odległości 2,23 j.a. Odkryta 13 lipca 1972 roku.